# Arenolaophonte stygia
Arenolaophonte stygia är en kräftdjursart som beskrevs av Lang 1965. Arenolaophonte stygia ingår i släktet Arenolaophonte och familjen Laophontidae. Inga underarter finns listade i Catalogue of Life.